# AGIL Volley
L'AGIL Volley è una società pallavolistica femminile italiana con sede a Novara: milita nel campionato di Serie A1.

## Storia
L'AGIL Volley viene fondata nel 1984 da suor Giovanna Saporiti, con sede a Trecate: la scelta del nome AGIL è l'acronimo delle parole amicizia, gioia, impegno e lealtà; nei primi anni di vita il club disputa campionati a livello regionale, arrivando a giocare in Serie B1, grazie all'acquisto del titolo sportivo dal Gruppo Sportivo Pavic Romagnano, anche se retrocede prontamente nelle categorie inferiori. Nella stagione 1995-96 ottiene la promozione in Serie B1, campionato al quale partecipa per due annate consecutive, chiudendo al primo posto l'edizione 1997-98, con la conseguente promozione in Serie A2.
Nella prima stagione nella pallavolo professionistica l'AGIL Volley chiude la prima fase di campionato all'ultimo posto e la seconda al terz'ultimo, retrocedendo in Serie B1: tuttavia viene ripescata nuovamente in serie cadetta, giungendo, nella stagione successiva, al terzo posto al termine della regular season e sfiora la promozione arrivando alla serie finale nei play-off. L'obiettivo promozione viene centrato però nella stagione 2000-01, grazie alla vittoria dei play-off; nella stessa annata il club si aggiudica anche la Coppa Italia di categoria.
L'esordio nella massima divisione, avvenuta per il campionato 2001-02, porta allo spostamento della sede a Novara: la squadra chiude la regular season al terzo posto e riesce a raggiungere la finale scudetto, prima volta che un club neopromosso arriva a questo risultato; lo stesso risultato viene raggiunto anche nell'annata successiva a cui si aggiunge la vittoria della Coppa CEV, prima competizione europea a cui l'AGIL Volley partecipa, mentre in Coppa Italia i risultati non sono così soddisfacenti.

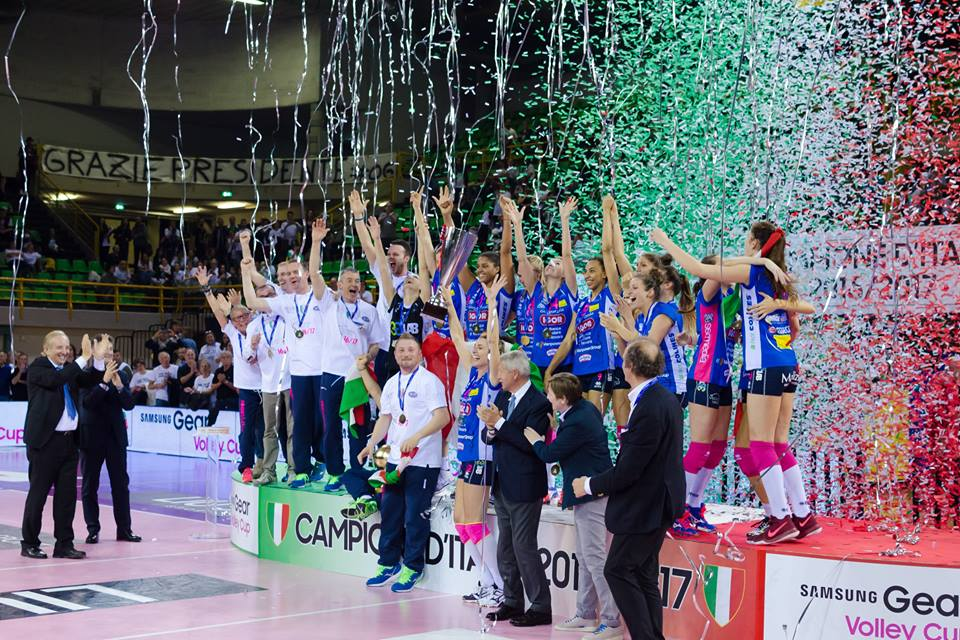
L'AGIL Volley festeggia il suo primo scudetto al termine della stagione 2016-17

Terminata la stagione 2002-03 la società cede il titolo sportivo all'Asystel Volley, sposta la sede nuovamente a Trecate, ritornando a disputare campionati regionali: approda nuovamente in Serie B2 nell'annata 2006-07 ed ottiene la promozione in Serie B1 al termine della stagione 2011-12; tuttavia la scomparsa dell'Asystel Volley e la volontà del comune di Novara di avere una squadra ai massimi livelli, porta l'AGIL Volley a spostare ancora una volta la sede a Novara ed acquistare il titolo sportivo dal Volley Club 1999 Busnago, potendo quindi giocare in Serie A2 il campionato 2012-13, che si chiude con il primo posto al termine della regular season e la promozione in Serie A1.
Dopo undici anni di distanza l'AGIL Volley torna a disputare il massimo campionato italiano nella stagione 2013-14 e nella stagione successiva si aggiudica per la prima volta la Coppa Italia e arriva alla finale scudetto, sconfitta dal Volleyball Casalmaggiore. Arriva per la quarta volta la finale dei play-off scudetto nella stagione 2016-17: vince la serie contro il River Volley, aggiudicandosi per la prima volta lo scudetto. Nella stagione 2017-18 conquista la Supercoppa italiana e la Coppa Italia battendo in entrambi i casi, in finale, l'Imoco, mentre, contro la stessa formazione, perde le finali scudetto. Nell'annata 2018-19 vince per la seconda volta consecutiva la Coppa Italia e per la prima volta si laurea campione d'Europa: sconfigge in entrambe le finali la formazione di Conegliano. La vittoria in Champions League consente alla formazione piemontese di partecipare al campionato mondiale per club 2019, dove si classifica al quarto posto. Nella stagione 2023-24 conquista la WEVZA Cup, grazie alla quale si qualifica alla Challenge Cup 2023-24, competizione che vince per la seconda volta, battendo in finale il Neptunes de Nantes, mentre l'annata successiva si aggiudica la Coppa CEV, superando nella doppia finale l'Alba-Blaj.

## Rosa 2025-2026
| N° | Nome                | Ruolo | Data di nascita   | Nazionalità sportiva |
| -- | ------------------- | ----- | ----------------- | -------------------- |
|    | Carlotta Cambi      | P     | 28 maggio 1996    | Italia               |
|    | Britt Herbots       | S     | 24 settembre 1999 | Belgio               |
|    | Federica Squarcini  | C     | 24 settembre 2000 | Italia               |
|    | Giulia De Nardi     | L     | 23 aprile 1994    | Italia               |
|    | Giulia Leonardi     | L     | 1º dicembre 1987  | Italia               |
|    | Lina Alsmeier       | S     | 29 giugno 2000    | Germania             |
|    | Mayu Ishikawa       | S     | 14 maggio 2000    | Giappone             |
|    | Taylor Mims         | O     | 15 agosto 1997    | Stati Uniti          |
|    | Sara Bonifacio      | C     | 3 luglio 1996     | Italia               |
|    | Tat'jana Kadočkina  | O     | 21 marzo 2003     | Russia               |
|    | Indy Baijens        | C     | 4 febbraio 2001   | Paesi Bassi          |
|    | Giulia Carraro      | P     | 25 luglio 1994    | Italia               |
|    | Veronica Costantini | C     | 23 marzo 2003     | Italia               |
|    | Giulia Melli        | S     | 8 gennaio 1998    | Italia               |

## Palmarès
- Campionato italiano: 1

2016-17
- Coppa Italia: 3

2014-15, 2017-18, 2018-19
- Supercoppa italiana: 1

2017
- Coppa Italia di Serie A2: 1

2000-01
- CEV Champions League: 1

2018-19
- Coppa CEV: 1

2024-25
- Coppa CEV/Challenge Cup: 2

2002-03, 2023-24
- WEVZA Cup: 1

2023